# Spirit of France
Die Spirit of France ist ein 2012 in Dienst gestelltes Fährschiff der britischen Reederei P&O Ferries. Sie wird auf der Strecke von Dover nach Calais eingesetzt.

## Geschichte
Die Spirit of France wurde am 8. August 2008 in Auftrag gegeben und am 8. Juni 2010 unter der Baunummer 1368 bei STX Europe in Rauma auf Kiel gelegt. Der Stapellauf erfolgte am 17. Februar 2011. Da während mehrerer Probefahrten zwischen Juni und Oktober 2011 das Schiff stark vibrierte, ging es für Verbesserungen in die Werft, was die Ablieferung an P&O Ferries bis zum 24. Januar 2012 verzögerte. Am 9. Februar 2012 nahm es schließlich den Fährbetrieb zwischen Dover und Calais auf.
Die Spirit of France hat mit der 2011 in Dienst gestellten Spirit of Britain ein älteres Schwesterschiff. Beide Schiffe zählen zu den größten Fähren, die jemals im Ärmelkanal zum Einsatz kamen.